# Orthoflavivirus
Orthoflavivirus è un genere di virus a RNA a singolo filamento positivo (+)ssRNA appartenenti alla famiglia Flaviviridae.
Strutturalmente sono composti da pericapside, capside ed una sola molecola di RNA a polarità positiva. Il genoma dei flavivirus codifica 3 proteine strutturali e 7 non strutturali; con un senso di lettura 3' - 5'. Il capside virale è composto di tre proteine strutturali: proteine di rivestimento E, proteina del capside C, proteina di membrana M; la glicoproteina E svolge un ruolo centrale nella biologia delle infezioni ed è responsabile del legame e della penetrazione nella cellula bersaglio. Essa è il principale bersaglio della risposta immunitaria dell'ospite, essa è costituita da 500 aminoacidi con tre domini antigenici. La proteina capside C è una proteina strutturale coinvolta nell'assemblaggio del virione.
Prove di laboratorio suggeriscono che la maggior parte dei flavivirus si formano nelle cisterne del reticolo endoplasmatico rugoso, sono poi trasferiti all'apparato del Golgi e quindi rilasciati per esocitosi dalla superficie cellulare. Nella dengue il meccanismo scoperto è diverso, in questo caso i virioni si assemblano nel citoplasma e vengono liberati per gemmazione della membrana.
Il genere include 86 virus, di questi 73 sono raggruppati in 53 specie. Di questi flavivirus 40 sono conosciuti come patogeni per l'uomo e altri vertebrati. Essi determinano una varietà di malattie diverse con febbre, talvolta grave encefalite e/o febbre emorragica.
I flavivirus hanno una propensione a diffondere ed emergere in nuove aree geografiche.
Le origini di questa evoluzione senza precedenti restano da chiarire.
Essi rappresentano una potenziale fonte di nuova comparsa di malattia. Tra i fattori capaci di determinare malattia sono i cambiamenti nell'uso del suolo e la deforestazione, cose che aumentano i movimenti della popolazione, l'urbanizzazione e l'aumento dei commerci.
Inoltre, vi è una forte probabilità che anche il riscaldamento globale possa aumentare in modo significativo il rischio di comparsa della malattia e/o diffusione da flavivirus.

## Struttura

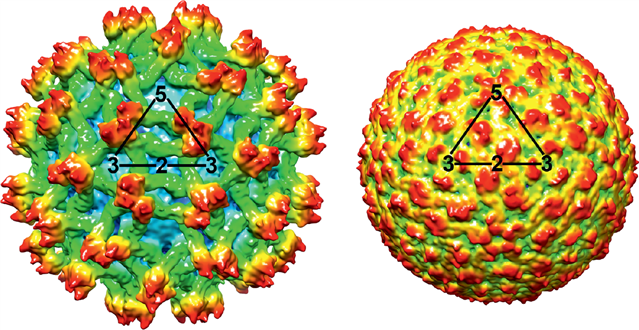
Ricostruzione alla microscopia crioelettronica dei virioni immaturo (sinistra) e maturo (destra) del virus della dengue. Il virus immaturo presenta ancora la proteina precursore prM. Il triangolo rappresenta un'unità icosaedrica.

I virioni sono sferici, dotati di un pericapside di 50 nm che ricopre un nucleocapside di 30 nm di diametro. Le proteine del pericapside sono la E e la M. La proteina M viene prodotta durante l'assemblaggio nella via secretoria dalla lisi di un precursore tradotto dall'RNA del virus detto prM. Le 90 glicoproteine dimeriche E, coinvolte nell'attacco e nella penetrazione nella cellula, sono disposte parallelamente alla superficie del virione, formando una struttura "a spina di pesce" a simmetria icosaedrica. Questa struttura inusuale è stata scoperta per mezzo della cristallografia a raggi X applicata al virus della dengue di tipo 2, al virus del Nilo occidentale e al virus dell'encefalite trasmessa da zecche, confermata da immagini ottenute per microscopia crioelettronica. Il nucleocapside ha una struttura meno ordinata, a forma di gabbia, costituita dalle proteine C. In corrispondenza di esso si ha un'alta densità elettronica, dovuta a un doppio foglietto fosfolipidico che lo circonda.

## Genoma e replicazione

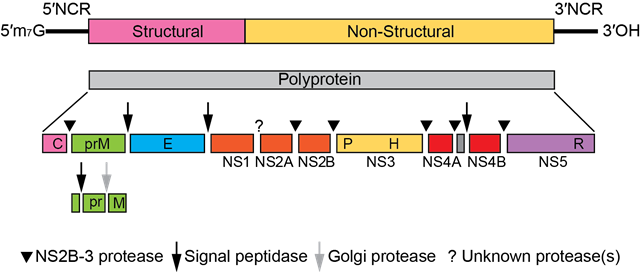
Schema (non in scala) che rappresenta in alto il genoma delimitato dalle due regioni non codificanti, e in basso le proteine ottenute dalla proteolisi della poliproteina. P indica la proteasi NS3, R la RNA elicasi NS3 e R i domini NS5 della RNA replicasi

I flavivirus sono virus a ssRNA positivo. La molecola di RNA è lunga circa 11 kb e, come negli altri flaviviridi, è composta da un unico ORF delimitato alle estremità 3' e 5' da due regioni non codificanti (NCR o UTR), lunghe rispettivamente 400-700 e 100 nucleotidi, coinvolte nei processi di replicazione, traduzione e assemblaggio. Queste sequenze non codificanti hanno una struttura secondaria piuttosto conservata ma possono differire notevolmente per lunghezza e composizione in basi. L'estremità 5' è dotata di un cappuccio di tipo I m7GpppAmp. L'estremità 3' solitamente non è poli-adenilata, a differenza degli mRNA cellulari, e presenta una sequenza CU altamente conservata.
Il virione lega la cellula attraverso le glicoproteine che interagiscono colle proteine di membrana della cellula. Il virus entra per endocitosi clatrina-dipendente. Il pH acido all'interno della vescicola determina il rilascio del nucleocapside nel citoplasma, cui segue l'uncoating che libera il genoma nella cellula. La replicazione dei flavivirus comporta una notevole trasformazione delle membrane intracellulari, con formazioni di vescicole derivate dal reticolo endoplasmatico perinucleare, sedi della traduzione e del successivo assemblaggio. La replicazione avviene per mezzo di un intermediario di RNA a polarità negativa che fa da stampo per la sintesi della molecola di RNA positiva. L'ORF viene tradotto in un'unica grande poliproteina che a sua volta viene lisata nelle proteine strutturali e funzionali del virus da proteasi cellulari che dalla serin proteasi NS2B-NS3 virale. La gemmazione avviene dalle membrane intracellulari, ma alcuni studi mostrano una gemmazione che prende luogo nella membrana citoplasmatica. Poco prima che di essere rilasciato fuori dalla cellula per la via secretoria, il prM viene lisato nella proteine M caratteristica del virione maturo.

## Biologia molecolare

### Proteine
Le proteine strutturali sono la proteina del nucleocapside C (11 kDa), le proteine del peplos E (50 kDa) e prM (26 kDa) nei virioni immaturi e M (8 kDa) in quelli maturi. La proteina E è una emoagglutinina che permette sia l'attacco con un recettore di membrana e l'entrata nella cellula, nonché la successiva fusione nel citosol.  La proteina precursore prM crea un complesso dimerico con la E (prM-E) la cui funzione sembra quella di permettere il corretto ripiegamento della E, in particolare di impedire cambiamenti nella conformazione durante la via secretoria, per via dell'ambiente acido. Poco prima del rilascio, la furina cellulare lisa la glicoproteina prM in pr e M, questa'ultima distintiva dei virus infettivi e maturi. Sette proteine strutturali sono sintetizzate nelle cellule infette: NS1 (46 kDa), NS2A (22 kDa), NS2B (14 kDa), NS3 (70 kDa), NS4A (16 kDa), NS4B (27 kDa) and NS5 (103 kDa).

## Evoluzione
I flavivirus possono essere divisi in 2 cladi: il primo è dato dai virus trasmessi da un vettore e mentre il secondo clado è dato dai virus senza il vettore noto. 
Il clado vettoriale a sua volta può essere suddiviso in un clado trasmesso dalle zanzare e un clado trasmesso dalle zecche. Questi gruppi possono essere ulteriormente divisi.
Il gruppo delle zanzare può essere diviso in due rami: un ramo contiene i virus neurotropici, spesso associati alla malattia encefalitica nell'uomo o nel bestiame. Questo ramo tende ad essere diffuso dalle specie del genere Culex e ad avere animali serbatoi negli uccelli. Il secondo ramo è dato dai virus non neurotropici associati alla malattia emorragica nell'uomo. Questi tendono ad avere specie del genere Aedes come vettori e come ospiti i primati.
I virus trasmessi da zecche formano anche essi due gruppi distinti: il primo associato agli uccelli marini e l'altro - i virus complessi dell'encefalite da zecche - è associato principalmente ai roditori.
I virus che mancano di un vettore noto possono essere, invece, divisi in tre gruppi: uno strettamente correlato ai virus trasmessi dalle zanzare associati ai pipistrelli; un secondo, geneticamente più distante, anche esso associato ai pipistrelli; e un terzo gruppo è associato ai roditori.

## Tassonomia
Inizialmente i flavivirus furono classificati come arbovirus appartenenti al gruppo B. In seguito, il genere è stato assegnato alla famiglia Togaviridae che conteneva anche il genere Alphavirus. Oggi il termine "arbovirus" non ha più alcun significato tassonomico. Nel 1985, per via di differenze che riguardavano la replicazione, la morfogenesi e la struttura, il genere Flavivirus venne assegnato a una famiglia separata, Flaviviridae, avente come specie tipo il virus della febbre gialla.
Specie:
- Trasmessi da zecche
  - Virus dei mammiferi
    - Absettarov virus (ABSV)
    - Alkhurma virus (ALKV)
    - Deer tick virus (DTV)
    - Gadgets Gully virus (GGYV)
    - Kadam virus (KADV)
    - Virus della malattia della foresta di Kyasanur (KFDV)
    - virus di Langat (LGTV)
    - Louping ill virus (LIV)
    - Virus della febbre emorragica di Omsk (OHFV)
    - virus di Powassan (POWV)
    - Royal Farm virus (RFV)
    - Virus dell'encefalite trasmessa da zecche (TBEV)

  - Seabird Tick-borne virus group
    - Kama virus (KAMV)
    - Meaban virus (MEAV)
    - Saumarez Reef virus (SREV)
    - Tyuleniy virus (TYUV)
- Virus trasmessi da zanzare
  - Senza ospiti vertebrati conosciuti
    - Aedes flavivirus
    - Barkedji virus
    - Calbertado virus
    - Cell fusing agent virus
    - Chaoyang virus
    - Culex flavivirus
    - Culex theileri flavivirus
    - Culiseta flavivirus
    - Donggang virus
    - Hanko virus
    - Ilomantsi virus
    - Kamiti River virus
    - Lammi virus
    - Marisma mosquito virus
    - Nakiwogo virus
    - Nounané virus
    - Nhumirim virus
    - Nienokoue virus
    - Palm Creek virus (PCV)
    - Spanish Culex flavivirus
    - Spanish Ochlerotatus flavivirus
    - Quang Binh virus

  - Aroa virus group
    - Aroa virus (AROAV)
    - Bussuquara virus  (BSQV)
    - Iguape virus (IGUV)
    - Naranjal virus (NJLV)

  - Virus del gruppo Dengue
    - Dengue virus (DENV)
    - Kedougou virus (KEDV)

  - Virus del gruppo encefalite giapponese
    - Bussuquara virus
    - Cacipacore virus (CPCV)
    - Ilheus virus (ILHV)
    - Virus dell'encefalite giapponese (JEV)
    - Koutango virus (KOUV)
    - Murray Valley encefalite virus (MVEV)
      - Alfuy virus (ALFV)

    - Rocio virus (ROCV)
    - Usutu virus (USUV)
    - Virus dell'encefalite di Saint Louis (SLEV)
    - Virus del Nilo occidentale (WNV)
    - Yaounde virus (YAOV)

  - Kokobera virus group
    - Kokobera virus (KOKV)
    - New Mapoon virus (NMV)
    - Stratford virus (STRV)

  - Ntaya virus group
    - Bagaza virus (BAGV)
    - Baiyangdian virus (BYDV)
    - Ilheus virus (ILHV)
    - Israel turkey meningoencephalomyelitis virus (ITV)
    - Jiangsu virus (JSV)
    - Ntaya virus (NTAV)
    - Tembusu virus (TMUV)

  - Spondweni virus group
    - Spondweni virus (SPOV)
    - Zika virus (ZIKV)

  - Virus della febbre gialla group
    - Banzi virus (BANV)
    - Bouboui virus (BOUV)
    - Edge Hill virus (EHV)
    - Jugra virus (JUGV)
    - Saboya virus (SABV)
    - Sepik virus (SEPV)
    - Uganda S virus (UGSV)
    - Wesselsbron virus (WESSV)
    - Yellow fever virus (YFV)
- Virus di cui non è noto l'artropode vettore
  - Entebbe virus group
    - Entebbe bat virus (ENTV)
      - Sokoluk virus

    - Yokose virus (YOKV)

  - Modoc virus group
    - Apoi virus (APOIV)
    - Cowbone Ridge virus (CRV)
    - Jutiapa virus (JUTV)
    - Modoc virus (MODV)
    - Sal Vieja virus (SVV)
    - San Perlita virus (SPV)

  - Rio Bravo virus group
    - Bukalasa bat virus (BBV)
    - Carey Island virus (CIV)
    - Dakar bat virus (DBV)
    - Montana myotis leukoencefalite virus (MMLV)
    - Phnom Penh bat virus (PPBV)
    - Rio Bravo virus (RBV)

## Alcune malattie provocate dai Flavivirus
- La febbre gialla è una febbre emorragica associata ad encefalite, necrosi epatica ed ittero. L'infezione può essere diretta o tramite artropode vettore (zanzara) ed è particolarmente diffusa in Africa, America centrale e America meridionale.

Esiste un vaccino e la diagnosi è fatta tramite reazione a catena della polimerasi su liquor e sangue per dimostrare il genoma virale nel materiale biologico.
- Il virus del Nilo occidentale è giunto fino agli Stati Uniti dall'Uganda ed ha causato nel 2003 199 morti; l'infezione è trasmessa dalla zanzara all'uomo, agli uccelli (principale serbatoio di infezione a-sintomatico) e ai cavalli. Il virus distrugge i linfociti CD4 e causa meningite.
- La meningoencefalite trasmessa da zecche (o TBE).

Altre manifestazioni cliniche e/o sintomi tipici provocate dai Flavivirus sono:
- Encefaliti
- Febbre
- Febbre, rash e vasculopatie
- Febbre emorragica